# (9144) Hollisjohnson
(9144) Hollisjohnson (1955 UN1) – planetoida z pasa głównego asteroid okrążająca Słońce w ciągu 3,61 lat w średniej odległości 2,35 j.a. Odkryta 25 października 1955 roku.